# Реуцкий, Михаил Иванович
Михаил Иванович Реуцкий (укр. Михайло Іванович Реуцький, позывной — Тихий; 11 января 1978, Староселье — 18 февраля 2023, Бахмут) — украинский военнослужащий, старший сержант, участник российско-украинской войны. Герой Украины (8 июля 2023, посмертно).

## Биография
Родился 11 января 1978 года в селе Староселье Черниговской области. С 2000-х годов проживал в Киеве вместе с семьей. Он активно участвовал в Революции достоинства, регулярно посещая Майдан после работы в Лукьяновском следственном изоляторе, где служил. В 2014 году добровольно вступил в батальон «Киевская Русь» в рамках первой волны мобилизации .
С началом полномасштабного вторжения России в Украину в 2022 году Реуцкий вновь стал на защиту Родины, присоединившись к 93-й отдельной механизированной бригаде «Холодный Яр». Несмотря на инвалидность и полученные ранее ранения, он продолжал выполнять боевые задачи, включая освобождение территорий Харьковской и Донецкой областей.
18 февраля 2023 года Михаил Реуцкий погиб в бою за Бахмут. 25 февраля его похоронили на Берковецком кладбище в Киеве.

## Награды
- Звание «Герой Украины» с удостоением ордена «Золотая Звезда» (8 июля 2023, посмертно) — за личное мужество и героизм, проявленные в защите государственного суверенитета и территориальной целостности Украины, верность военной присяге[7].